# American Strongman Corporation
American Strongman Corporation (ASC) – Grupa Amerykańskich Siłaczy. Federacja zrzeszająca profesjonalnych siłaczy ze Stanów Zjednoczonych.

## Historia
9 listopada 2004 r. zakończyły się narodziny amerykańskiego profesjonalnego sportu strongman. Zawodniczka strongwoman i promotorka strongman – Dione Wessels – została wybrana przez IFSA (federację zarządzającą profesjonalnym sportem strongman) reprezentantem ich interesów w USA. Wessels utworzyła i nazwała federację The American Strongman Corporation (ASC), która stała się organem zarządzającym profesjonalnym sportem strongman w USA.

## Współczesność
Siedziba ASC mieści się w St. Louis, w Missouri. Prezesem jest Dione Wessels. Federacja skupia obecnie około 80 zawodników.
ASC jest jedynym zatwierdzonym przez IFSA organem na terenie USA.
ASC współpracuje z NAS (North American Strongman) – północno-amerykańską federacją siłaczy amatorów.

## Zawody
ASC jest organizatorem różnych zawodów siłaczy, w tym Mistrzostw USA Strongman (National Championships), znanych jako America’s Strongest Man.